# 夢咲ひなみ
夢咲 ひなみ（ゆめさき ひなみ、1998年8月8日 - ）は、日本のAV女優。cielo所属。

## 略歴・人物
2018年10月にデビューした巨乳AV女優。

## 出演作品

### アダルトDVD
2018年
- スポーツより、今はSEXにハマリ中!! 超むっちり爽やか笑顔の現役体育大生水泳部2年 連続イキ志願AVデビュー!!（10月1日、ムーディーズ）
- すぐに潮が出ちゃう 超敏感体質のGカップ 現役女子大生kawaii*デビュー（10月25日、kawaii*）※「ひなみ」名義
- 人気居酒屋で働く看板娘を脱がしてみたらロケット美巨乳Gカップ! どんなお願いも聞いてくれる優しい娘だったので、そのまま中出しAV出演させちゃいました!（10月25日、ナンパJAPAN）※「ひなみ」名義
- SOD流 新人のためのビジネス講座 痴女チャレンジ研修 仕事のマナーは大胆な積極性!将来有望な若手女子社員による「やらされ痴女プレイ」（11月8日、SODクリエイト）※「松田千波」名義
- 接吻NTR どっちのキスが濡れるでSHOW!! 2（11月13日、はじめ企画）
- 浮きブラして美乳首がチラ見えしている無防備女子は、見られている事に大興奮!勃起乳首をねぶり回され何度もイキまくり!!（11月30日、DOC）
- 初めての極太ディルドで体ビクビク足腰ガクガク 敏感おま○こトロトロ即イキ 羞恥オナニー 制服女子編 2（12月1日、変態紳士倶楽部）
- 妄想アイテム究極進化シリーズ 絶対に勃起しちゃう! 普通の病院がヌーディストホスピタルに見えるメガネ 〜裸に見えるだけじゃない!衣服も男の存在も消えて全裸の女の中に僕ひとり!フリーセックスモードでド痴女パラダイス!!〜（12月6日、ROCKET）
- ベランダにいる無防備な薄着姿の巨乳女に見惚れていると手招きされて…（12月7日、DOC）
- 逃げられないなら、愛してしまえばいい （誘拐＋監禁）×洗脳=愛（12月7日、ティーチャー）
- 監督暴走! 生挿入してから中に出すまでカメラを止めんなよ! 妹の爆乳は一見にしかず! プチ♥Hカップ ひなみ発育中につき!（12月13日、チェリーズれぼ）※「ひなみ」名義
- 学校帰りのイマドキ女子○生が強力水鉄砲でびしょびしょ濡れスケ体験! ブラや乳首が透けて浮き上がるほどびしょ濡れになり赤面大興奮!? 水鉄砲の刺激にビクビク感じて『もっと…して!』 青春発情連続中出しセックス! 合計13発!!（12月14日、DOC）
- 顔出し!女子大生限定 ザ・マジックミラー 素人娘が初めての固定バイブ激イキ体験! in池袋 うねるバイブをねじ込まれたまま恥ずかしいポーズを撮影され連続絶頂! オマ○コの火照りが止まらない素人女子大生はデカチンSEXを拒めない!（12月19日、ディープス）
- 子宮を温める よもぎ蒸し美容エステで素人娘が媚薬入りハーブの蒸気を膣吸収! 超強力につき感度ゼロ グチョグチョにマ○コ弄り回しても極太バイブを挿入しても気づかなないまま 解けた頃に潮吹きっ放し発情アクメ!（12月20日、SODクリエイト）
- とってもかわいい栄養士のみなさん! 裸エプロン一枚で、童貞君の筆おろししてもらえませんか? 手料理をあ〜ん♥、濃厚ベロチュー、ぷるるんおっぱい授乳、優しい年下ママにたくさん甘えて、ママのアソコに生中出し!（12月28日、赤面女子）

2019年
- 隣家に住む人妻のオナニーをスマホで盗撮しているのがバレてガン詰めされているのに勃起が収まらず絶倫デカチンの悩みを打ち明けると、、、 旦那が帰ってくる前までに計53発全中出しできた件。（1月1日、変態紳士倶楽部）
- 美人巨乳若妻、陵辱奴隷堕ち。 私、脅迫されてます（1月4日、光夜蝶）※「ひなみ」名義
- 友カノの寝取り顔を黙って売ってます（1月4日、NON）
- フロントホックブラ誘惑 向かいの部屋の巨乳美女をこっそり覗いていると、恥じらいながらもフックを外し、僕を誘惑し始め…理性を失った僕は誘われるがままその豊満なおっぱいをこれでもかと味わい尽くした日の話。（1月4日、DOC）
- 大人を知らない女子○生を密室四畳半で超密着種付プレス! まだ未発達な10代のカラダを大きなおじさんが高圧プレス!! 妊娠しそうな連続種付プレス!生中出し 合計21発!!（1月4日、DOC）
- 放課後にパパ活する巨乳ちゃんの媚薬と潮吹きと生中出し 記録映像（1月11日、REAL）※「ひなみ」名義
- B100cmまで3cm 大乱交ありの5シチュ（1月11日、バルタン）
- ガチナンパ! 池袋産直! ウブかわ女子大生狙い打ち!妊娠しちゃうよぉ〜! イっても止めない 合計15発射! ガン無視ピストン!（1月15日、ナンパーズ）
- 普通のSEXじゃ物足りない!「私のお尻たたいて下さい」と変態SEX大好き夢咲ひなみが絶倫中年オヤジの家にお泊り! もうイってる、もうイってる、もうイってるってばぁぁぁぁぁ イッてもイッても終わらない一日中SEX漬けの連続マジイキ種付け中出し絶頂!（1月19日、Rookie）
- 泥酔巨乳女子●生 乳首こねくり回し 追いかけ回し中出し痴漢 姪っ子が友達と宅飲みをしていて泥酔!寝てしまった姪っ子の横で、巨乳を揉みしだいて乳首をこねくり回して、追いかけ回してハメまくり!最後は中出しまでしちゃいました!（1月19日、アパッチ）
- 陸上部漬けの体育会系女子先輩。 クールに年下男子をあしらっていたが、素股から生挿入される。 怒りながらも顔騎ロデオで自ら腰を振り痴女る。（1月19日、ぐりーんあっぷる）
- 10代素人娘 デカチン即ハメ赤面インタビュー! 生パンティ見せるだけのはずがデカチン乱入!ゴム無し挿入! イっても無視のガン突きピストンで失神寸前美少女に真正中出し!!（1月25日、赤面女子）
- 真面目がゆえに無防備なストッキングの誘惑に大興奮! 魅力的な商品にするため社員自らが試着し蒸れた下半身を見せつけて僕の勃起を誘う女だらけのパンスト開発部!（2月1日、Fitch）
- 年上の男性にめちゃくちゃにされたい女子校生（2月8日、宇宙企画）
- 痴漢電車 恥辱女子大生通学編 痴漢され犯され続けることに溺れた巨乳女子大生（2月13日、AVS Collector's）
- 早熟おっぱいイクイク中出し女子校生（3月8日、unfinished）
- 極上ボディで淫らなルームサービスを提供する五ツ星性欲処理ホテル（3月8日、BAZOOKA）
- パパ活サイトで出会った肉感巨乳娘。絶頂快楽を貪り合う濃厚中出し性交（3月19日、チキチキカマー/妄想族）
- 一年分の快感を五分で味わう兄の嫁の人生を変えた深イイ絶頂セックス（3月19日、ヴィーナス）
- 美少女戦士セーラー I ～暗号名はIST～（4月12日、GIGA）
- 素人ヘアヌード大図鑑 〜二十歳の美少女編（4月12日、S級素人）
- エッチを愛してやまないハニカミ美少女（4月13日、S-Cute）
- 鍼治療で女がエロくなる秘孔を刺激し身体をくねらせ淫らに男根哀願!禁断のマル秘秘孔で女体がイキまくる爆発オーガズム有資格者が施術する鍼灸治療院（5月25日、AVS Collector's）
- 果てしなく従順なメイド10名と暮らす王様 ～第2章～（6月13日、MOODYZ）
- パパさん人気No.1の保母さんは実はこんなにエロかった! 僕のバツイチ○ポにまたがって桃尻うちつけ肉壺ピストン!!（6月14日、Z-MEN）
- 幼なじみが親友の彼女になっていた! 目の前の成長したデカ尻に思わずチンピク! 部屋でみつけた特大バイブをブチ込めばイキ潮連発するんで即ハメ! 2（6月14日、Z-MEN）
- 家庭教師が巨乳受験生にした事の全記録（6月20日、グローリークエスト）
- 結局、本能に逆らえない（7月1日、S-Cute）
- パパ活だけのつもりが妊活までさせられた女子●生 01（8月9日、ケイ・エム・プロデュース/宇宙企画）

### VR
2018年
- 笑顔と八重歯とHカップおっぱいがSo Cute!! 夢咲ひなみ解禁VR!! エロインタビュー!客観男優SEX!主観中出しSEX! 「ドキドキしてるのは私も一緒だから、気持ちいい時間をあなたと共有したいな!!」（12月14日、ムーディーズ）
- ずーっとガン見手コキで射精強制我慢 延々チンポこねくり寸止め道場（12月16日、ちんちんVR）

2019年
- 今話題!家族風にふるまってくれるデリヘル嬢を呼んだら女子アナ似お嬢さんがやってキタ〜!しかも最後は生中出し（1月8日、4KVR）